# Andrena prunorum
Andrena prunorum är en biart som beskrevs av Cockerell 1896. Andrena prunorum ingår i släktet sandbin, och familjen grävbin.
Artens utbredningsområde är Nord- och Centralamerika.

## Underarter
Arten delas in i följande underarter:
- A. p. prunorum
- A. p. sinaloa